# Lei de Acesso à Informação
A Lei de Acesso à Informação (LAI), Lei n° 12.527, de 18 de novembro de 2011, é uma lei ordinária federal que regulamenta o art. 5°, XXXIII, art. 37, §3°, II e art. 216, §2° da Constituição Federal de 1988, que asseguram o direito fundamental de acesso às informações produzidas ou armazenadas por órgãos e entidades da União, dos Estados, do Distrito Federal e dos Municípios brasileiros. Este diploma foi promulgado pela Presidente da República Dilma Rousseff cerca de um mês após o Brasil ter ratificado, na qualidade de membro fundador, seu ingresso na Parceria para o Governo Aberto, em 11 de setembro de 2011 .  
Entrou em vigor no dia 16 de maio de 2012, revogando integralmente a Lei n° 11.111, de 5 de maio de 2005 e alguns dispositivos da Lei n° 8.159, de 8 de janeiro de 1991, que regulamentavam a matéria até então. Em nível federal, a LAI é regulamentada principalmente pelo Decreto nº 7.724, de 16 de maio de 2012, que trata sobre procedimentos de transparência ativa e passiva; pelo Decreto nº 7.845, de 14 de novembro de 2012, que trata sobre procedimentos de classificação de informações; e pelo Decreto nº 8.777, de 11 de maio de 2016, que trata sobre a Política de Dados Abertos do Poder Executivo Federal.

## Contexto
Em 1990, apenas 13 países haviam adotado leis nacionais de direito de acesso à informação. Em 2008, de acordo com estudo patrocinado pela UNESCO, mais de 70 leis nacionais sobre o tema já haviam sido adotadas. Neste cenário, a partir 2006, em razão de debates ocorridos no Conselho da Transparência Pública e Combate à Corrupção (CTPCC)   e estudos do Ministério da Justiça, a Controladoria-Geral da União enviou à Casa Civil propostas para normatização do tema no país. 
Estas propostas resultaram no envio, pela Presidência da República, da Mensagem nº 316, de 13 de maio de 2009, ao Congresso Nacional, na qual constou como anexo o Anteprojeto da Lei de Acesso à Informação. Recebido pela Câmara dos Deputados, o texto do anteprojeto foi convertido no Projeto de Lei nº 5.228, de 2009, passando a tramitar apensado ao Projeto de Lei nº 219, de 2003, após requerimento do Deputado Reginaldo Lopes (PT/MG).

## Importância
O direito a informação pública está ligado diretamente à noção de democracia. Em geral, o direito está associado à ideia de que todo cidadão tem direito de pedir e receber toda informação que está sob controle de entidades e órgãos públicos. Portanto, para que o fluxo de ideias e informações sejam garantidos, é essencialmente importante que os órgãos públicos facilitem aos cidadãos o acesso a dados de interesse público. O acesso às informações públicas possibilita uma participação ativa da sociedade nas ações governamentais e, consequentemente, traz inúmeros ganhos, tais como:
- Prevenção da corrupção: com acesso às informações públicas os cidadãos têm mais condições de monitorar as decisões de interesse público. O acompanhamento da gestão pública pela sociedade é um complemento indispensável à fiscalização exercida pelos órgãos públicos;
- Melhoria da gestão pública: o acesso à informação pode contribuir para melhorar o próprio dia a dia das instituições públicas, pois a partir das solicitações que recebe dos cidadãos, os órgãos podem identificar necessidades de aprimoramentos em sua gestão documental, em seus fluxos de trabalho, em seus sistemas informatizados, entre outros aspectos que tornarão a gestão pública mais eficiente;
- Melhoria do processo decisório: quando o governo precisa tomar uma decisão, se o assunto for aberto para a participação do público interessado e de especialistas nas questões que estão sendo definidas, é possível obter contribuições que agreguem valor ao resultado;
- Fortalecimento da democracia: líderes políticos são mais propensos a agir de acordo com os desejos do eleitorado se sabem que suas ações podem ser constantemente avaliadas pelo público. Os eleitores têm condições de fazer uma escolha apropriada se tiverem informações sobre as decisões tomadas pelos candidatos no desempenho de seus cargos públicos.[14]

## Histórico
O processo de aprimoramento da transparência pública Brasil foi marcado por diversos avanços institucionais gradativos, tais como a edição de marcos jurídicos e a realização de eventos de impacto nacional. 

### Marcos Institucionais da Transparência Pública no Brasil
- 2000 
  - Edição da Lei de Responsabilidade Fiscal (LRF), pela Lei Complementar nº 101, de 4 de maio de 2000;
- 2003
  - Criação do Conselho da Transparência Pública e Combate à Corrupção (CTPCC), pelo Decreto nº 4.923, de 18 de dezembro de 2003[15];
  - Criação da Controladoria-Geral da União (CGU), pela Lei nº 10.683, de 28 de maio de 2003[16] [17];
- 2004 
  - Criação do Portal da Transparência do Poder Executivo Federal;
- 2005 
  - Regulamentação do Portal da Transparência do Poder Executivo Federal, pelo Decreto nº 5.482, de 30 de junho de 2005[18];
  - Regulamentação do Pregão Eletrônico;
- 2007
  - Estabelecimento do Sistema de Gestão de Convênios e Contratos de Repasse (SICONV) e Portal dos Convênios, pelo Decreto nº 6.170, de 25 de julho de 2007[19];
- 2008 
  - Cadastro de Empresas Inidôneas - CEIS;
- 2009 
  - Lei Complementar nº 131 (Lei da Transparência);
- 2011
  - 1º Plano de Ação Nacional sobre Governo Aberto (OGP);
- 2012
  - 1ª Conferência Nacional sobre Transparência e Controle Social.

### Histórico Legislativo
O texto inicial da LAI foi apresentado perante a Câmara dos Deputados em 26 de fevereiro de 2003 pelo Deputado Reginaldo Lopes (PT/MG), sendo registrado como Projeto de Lei nº 219, de 2003. Em sua justificação para a apresentação do projeto, o autor referiu o ordenamento jurídico brasileiro se ressentia de uma legislação adequada quanto ao tema da transparência da administração pública, citando diplomas internacionais de países como EUA, Portugal, França, Espanha e México como exemplos a serem seguidos. 

#### Cronograma da Tramitação Legislativa

##### Câmara dos Deputados[21]
- 26/02/2003 - Apresentação do projeto de lei na Câmara dos Deputados;
- 24/03/2003 - Recebimento do projeto pela Comissão de Trabalho, de Administração e Serviço Público (CTASP) para análise;
- 30/04/2003 - Apresentação do parecer do Deputado Ricardo Rique favorável ao projeto;
- 14/05/2003 - Aprovação do parecer na CTASP;
- 15/05/2003 - Recebimento do projeto pela Comissão de Constituição e Justiça e Cidadania (CCJC);
- 24/10/2003 - Apresentação do parecer do Deputado Mendes Ribeiro favorável ao projeto;
- 14/12/2004 - Aprovação do parecer na CCJC;
- 13/04/2010 - Aprovação do projeto pelo Plenário da Câmara dos Deputados.

##### Senado Federal[22]
- 30/04/2010 - Recebimento do projeto de lei pelo Senado Federal;
- 05/05/2010 - Recebimento do projeto pela Comissão de Constituição, Justiça e Cidadania (CCJ);
- 02/06/2010 - Apresentação do parecer do Senador Demóstenes Torres favorável ao projeto;
- 13/06/2010 - Aprovação do parecer na CCJ;
- 23/02/2010 - Recebimento do projeto pela Comissão de Ciência, Tecnologia, Inovação, Comunicação e Informática (CCT);
- 14/04/2011 - Apresentação do parecer do Senador Walter Pinheiro favorável ao projeto;
- 19/04/2011 - Aprovação do parecer na CCT;
- 20/04/2011 - Recebimento e aprovação do projeto pela Comissão de Direitos Humanos e Legislação Participativa;
- 25/04/2011 - Recebimento do projeto pela Comissão de Relações Exteriores e Defesa Nacional (CRE);
- 22/09/2011 - Aprovação de regime de tramitação de urgência e encaminhamento para votação do projeto diretamente pelo Plenário do Senado Federal;
- 25/10/2011 - Aprovação do projeto pelo Plenário do Senado Federal;
- 31/10/2011 - Remetido à sanção da Presidência da República.

#### Veto
Em sua análise do texto aprovado pelo Congresso Nacional, a Presidente da República Dilma Rousseff exerceu direito de veto com relação a três itens da Lei de Acesso à Informação. Um dos itens dizia respeito à Comissão Mista de Reavaliação de Informações, responsável por classificar documentos nas categorias de "reservado", "secreto" e "ultrassecreto", e que segundo o projeto original, seria constituída por ministros e representantes do Legislativo e do Judiciário. Depois do veto, a presidente passaria a ter autonomia para nomear os integrantes, sem ter de obrigatoriamente incluir nomes provenientes desses poderes. O veto aos outros dois itens retirou a obrigatoriedade das entidades públicas de prestar esclarecimentos sobre os pedidos de informação indeferidos aos Tribunais de Contas e ao Ministério Público. 
De acordo com a Mensagem de Veto nº 523, de 18 de novembro de 2011, as razões foram as seguintes:

##### Caput e § 1odo art. 19
“O caput do art. 21 do projeto proíbe a negativa de acesso a informações necessárias à tutela judicial ou administrativa de direitos fundamentais. Assim, o veto ao § 1o do art. 19 se faz necessário para evitar a contradição entre os dispositivos, uma vez que este último prevê a possibilidade de negativa de acesso a informações essenciais à tutela de direitos fundamentais. Além disso, tanto este § 1o quanto o caput do art. 19 ferem o princípio da separação dos Poderes, uma vez que o deferimento ou indeferimento de pedidos de acesso citados nos dispositivos compõem processos administrativos internos ao Poder Executivo e dos quais caberá recurso à Controladoria-Geral da União. Destaque-se, por fim, que o veto não interfere no controle externo exercido pelos Tribunais de Contas e pelo Ministério Público, que estão assegurados pela Constituição e pelas respectivas Leis orgânicas, conforme as competências de cada órgão.”

##### Caput do art. 35
“A Comissão estabelecida no art. 35 visa controlar os atos de classificação de informações produzidas no âmbito do Poder Executivo, de modo que a participação de representantes do Legislativo e do Judiciário viola o princípio constitucional da separação dos Poderes. Não obstante o veto ao caput do artigo, a instituição da Comissão e suas competências permanecem previstas nos parágrafos e a definição de sua composição, organização e funcionamento poderão ser fixadas em regulamento, nos termos do § 5o.”

## Alcance
Diferentemente da legislação anterior, a LAI foi editada com a finalidade expressa de regulamentar o direito de acesso a informações públicas em todo o território nacional, sendo o cumprimento de seus dispositivos, de forma geral, obrigatório para todas as pessoas jurídicas que recebam ou utilizem recursos públicos.

### Pessoas jurídicas de direito público interno
De acordo com o seu art. 1º, caput a União, os Estados, o Distrito Federal e os Municípios estão obrigados a obedecer ao regime jurídico estabelecido na LAI para o acesso a informações públicas. Em específico, os incisos I e II do parágrafo único do art. 1º listam como subordinados a seguir a legislação:
- Os órgãos públicos integrantes da administração direta dos Poderes Executivo, Legislativo, incluindo as Cortes de Contas, e Judiciário e do Ministério Público;

- As autarquias, as fundações públicas, as empresas públicas, as sociedades de economia mista e demais entidades controladas direta ou indiretamente pela União, Estados, Distrito Federal e Municípios.

Embora a Defensoria Pública não conste expressamente no rol de entes descritos no inciso I, tanto a Defensoria Pública da União, quanto as Defensorias Públicas dos estados possuem regulamentos específicos para dar cumprimento à LAI.

### Pessoas jurídicas de direito privado
Em razão do disposto no art. 70, parágrafo único da Constituição Federal, o art. 2º da LAI estabelece que as entidades privadas sem fins lucrativos que receberem recursos públicos ficam sujeitas ao cumprimento da lei. Nestes termos, conforme o parágrafo único do art. 2º, este dever de publicidade se refere à parcela de recursos públicos recebidos e à sua respectiva destinação.

## Garantias
A lei garante que todo cidadão terá direito à informação sobre:
- Dados institucionais dos órgãos e entidades do Poder Executivo Federal;
- Dados gerais para o acompanhamento de programas e ações de órgãos e entidades;
- Inspeções, auditorias, prestações e tomadas de contas realizadas pelos órgãos de controle interno e externo;
- Registros de quaisquer repasses ou transferências de recursos financeiros;
- Registros das despesas;
- Procedimentos licitatórios, inclusive os respectivos editais e resultados, bem como a todos os contratos celebrados;
- Formas de solicitação de informação.

## Implementação
Em dezembro de 2012, a CGU publicou o 1º Balanço da Lei de Acesso à Informação no Poder Executivo Federal, no qual expõe as providências tomadas nos seis meses de preparação para a conformidade à LAI, como segue.
- Transparência ativa: os sítios de Internet de todos os órgãos e entidades do Governo Federal foram acrescidos da seção "Acesso à Informação" para publicação das informações de interesse público geral.
- Transparência passiva: implantação em cada órgão e entidade de Serviço de Informações ao Cidadão (SIC), pelo menos na sede e em local de fácil acesso e identificação clara.
- Monitoramento: em cada órgão e entidade foi constituído grupo de trabalho formal para implementar as providências de acordo com o cronograma e foi designada autoridade responsável pelo monitoramento do cumprimento da LAI.
- Gestão da informação: levantamento, avaliação e organização das informações produzidas ou detidas pelos órgãos e entidades que seriam de maior interesse da Sociedade.
- Implantação do sistema eletrônico do SIC / e-SIC.
- Cursos de capacitação presencial e cursos virtuais.
- Publicação de cartilha.

### Ouvidoria Fala.BR
Em nível de governo federal, a Plataforma Integrada de Ouvidoria e Acesso à Informação (Fala.BR) é uma ferramenta centralizada para o tratamento dos pedidos de acesso à informação com fundamento na LAI. Além de acesso à LAI, a plataforma também pode ser utilizada como ouvidoria de diversos órgãos associados ao governo.

## Repercussão
Até dezembro de 2012, o Governo Federal recebeu 55 mil solicitações de informação, tendo sido os órgãos mais demandados SUSEP, INSS, Petrobras, BACEN, CEF, MF, MPOG, MTE, MEC e IBAMA. 61% dos demandantes foram pessoas com instrução de nível superior, 31,8% servidores públicos do Brasil, 22,7% empregados do setor privado, 13% estudantes e 11,3% autônomos. 400 solicitações originaram-se do exterior. 7% das solicitações geraram recurso.
De acordo com a Controladoria Geral da União, um ano após sua entrada em vigor, foram recebidas pelo Governo Federal um total de 87.119 solicitações de informações, sendo que 95,8% destas foram respondidas, isto no período de 16 de maio de 2012 a 8 de maio de 2013.

### Polêmica sobre a Remuneração dos Servidores
A LAI prevê opção para o Governo Federal divulgar os salários dos agentes públicos como um mecanismo de fiscalização das contas públicas, que de fato vem sendo implantado. O entendimento é corroborado pelo STF através do Agravo Regimental na Suspensão de Segurança 3.902. Entretanto, a implementação foi inicialmente amplamente criticada, gerando polêmica, acusada de violar a intimidade do servidor público e potencialmente vitimizá-lo a crimes de natureza ou motivação financeira como sequestro ou estelionato. A oposição argumenta que a matrícula do servidor seria suficiente e o nome deveria ser omitido. Alguns órgãos, inclusive, expõem parte do CPF. 

## Regulamentação
Embora a LAI possua diversas normas de aplicação imediata, alguns de seus dispositivos remetem expressamente à necessidade de regulamentação. Nesse sentido, em nível federal, o Poder Executivo possui diversos decretos regulamentando aspectos relacionados tanto à transparência ativa quanto à transparência passiva.

### Decretos Federais
Em nível federal, a LAI é regulamentada pelos seguintes atos normativos: a) Decreto nº 7.724, de 16 de 2012; b) Decreto nº 7.845, de 14 de dezembro de 2012; c) Decreto nº 8.777, de 11 de maio de 2016; d) Decreto nº 9.690, de 23 de janeiro de 2019; e) Decreto nº 9.781, de 3 de maio de 2019; f) Decreto nº 9.903, de 8 de julho de 2019. 

## Tentativas de alteração da LAI
Em 24 de janeiro de 2019, no início do governo Bolsonaro, foi publicado um decreto assinado pelo presidente interino, Hamilton Mourão, alterando o decreto presidencial de 2012, assinado pela então presidente Dilma Rousseff, que regulamentou a Lei de Acesso à Informação. O novo decreto mudou as regras de aplicação da LAI (Lei de Acesso à Informação) e ampliou o número de autoridades que podem tornar as informações protegidas por 25 anos. O decreto permitiria que ocupantes de cargos comissionados da gestão possam classificar dados do governo federal como informações "ultrassecretas" e "secretas" — aquelas com grau máximo de sigilo de 25 anos e 15 anos, respectivamente. Pelo texto anterior, essa classificação só poderia ser feita por presidente, vice-presidente, ministros de Estado, comandantes das Forças Armadas e chefes de missões diplomáticas ou consulares permanentes no exterior. Com isso, 251 pessoas estavam autorizadas a fazerem a classificação. Após o decreto, o número de pessoas que podem decidir sobre as informações ultrassecretas passou para 449. O Conselho de Transparência Pública e Combate à Corrupção da CGU (Controladoria-Geral da União), formado por membros da sociedade civil e do Executivo, não foi consultado pelo governo acerca da mudança. Após a proposição de diversos decretos legislativos que visavam revogar a ampliação do sigilo, essa parte do decreto foi revogada pelo governo federal.
O governo Bolsonaro também editou uma medida mrovisória que suspendia os prazos de resposta via Lei de Acesso à Informação durante a pandemia, assim como os prazos de todos os processos administrativos disciplinares. A medida foi bastante contestada, pois segundo especialistas como o presidente da Associação Brasileira de Jornalismo Investigativo (Abraji), Marcelo Träsel, já há instrumentos na LAI que permitem ao poder público negar um pedido de informação em situações excepcionais, como quando há doença de um servidor. Posteriormente, a medida provisória foi questionada no STF, onde as restrições à Lei de Acesso à Informação foram derrubadas por unanimidade no plenário.